# Les Costes-Gozon
Les Costes-Gozon är en kommun i departementet Aveyron i regionen Occitanien i södra Frankrike. Kommunen ligger  i kantonen Saint-Rome-de-Tarn som ligger i arrondissementet Millau. År 2022 hade Les Costes-Gozon 165 invånare.

## Befolkningsutveckling
Antalet invånare i kommunen Les Costes-Gozon
Referens: INSEE